# 공개수배 사건 25시
《공개수배 사건 25시》는 KBS에서 1998년 2월 18일부터 2001년 4월 28일까지 방송한 범죄 안전지대 프로그램이었다.

## 방송 시간
| 방송 채널 | 방송 기간                          | 방송 시간                           |
| --------- | ---------------------------------- | ----------------------------------- |
| KBS 2TV   | 1998년 2월 18일 ~ 1999년 10월 13일 | 매주 수요일 밤 9시 50분 ~ 10시 50분 |
| KBS 2TV   | 1999년 10월 20일 ~ 2000년 4월 26일 | 매주 수요일 밤 9시 55분 ~ 10시 55분 |
| KBS 2TV   | 2000년 5월 6일 ~ 2000년 7월 22일   | 매주 토요일 밤 9시 20분 ~ 10시 20분 |
| KBS 2TV   | 2000년 7월 29일 ~ 2001년 4월 28일  | 매주 토요일 밤 9시 40분 ~ 10시 30분 |

## 진행자
| 대수 | 진행자       | 진행 기간                         |
| ---- | ------------ | --------------------------------- |
| 1대  | 백운기       | 1998년 2월 18일 ~ 1999년 4월 28일 |
| 2대  | 박선규       | 1999년 5월 5일 ~ 2000년 7월 22일  |
| 3대  | 배종호(14기) | 2000년 7월 29일 ~ 2001년 4월 28일 |

## 진행자 뒷이야기
- 1기 진행자였던 백운기 당시 기자는 1985년 KBS 보도본부 기자로 입사하여 1998년 《KBS 뉴스 9》 주말 앵커로 진행하였으며, 2013년 KBS광주방송총국 총국장으로 역임하였다. 그후 2019년 《MBN 뉴스와이드》 평일 앵커를 맡고 있다.
- 2기 진행자였던 박선규(14기) 당시 기자는 1987년 KBS 보도본부 기자로 입사하여 1999년 KBS 파업으로 인해 같은 해 7월 13일부터 7월 27일까지의 방송분은 2주 동안 표영준 前 아나운서가 대신 진행하였다. 2000년 6월 5일부터 2000년 6월 7일까지 《뉴스 투데이》의 임시 앵커로 진행하였으며, 2008년 한나라당에 입당한 후 이명박 정부 당시 청와대 비서관으로 근무하였다.
- 3기 진행자였던 배종호(14기) 당시 기자는 1987년 KBS 보도본부 기자로 입사하여 2001년 이후 뉴욕 특파원으로 활동하였으며, 그후 KBS 라디오뉴스팀장을 역임하였으며, 2007년 1월 손학규 캠프에 합류하였고, 이후 민주당에 입당하였으며 그 이후 자신의 출신지역인 목포시의회 의원으로 활동하였다.
- 1993년부터 1994년까지 방송된 <사건 25시>(1TV) 진행자였던 이윤성 당시 기자는 1993년 7월 5일부터 1995년 5월 20일까지 《KBS 뉴스 9》 평일 앵커로 진행하였으며, 1996년 신한국당에 입당하여 현재 4선 국회의원으로 활동하였으며, 이후 MBN 매일방송 앵커로 활동하였으며, 현재 인천광역시사회복지협의회 회장을 역임하고 있다.

## 개요
갈수록 심해지는 범죄를 예방하고자 하는 차원에서 기획된 프로그램으로 3년 총 160회 방송하는 동안 총 498명의 용의자를 공개수배하여 250명이 검거되거나 자수하였으며, 16건의 변사자 신원을 수배하여 그 중 5건의 범인을 검거하는 등의 큰 성과를 거뒀다. 2000년에 2월에 100회특집 방송을 했는데 검거된 용의자는 335명, 수배된 용의자는 167명이었다. 이에 경찰청에서는 2001년 5월 28일 공개수배 사건 25시 제작진 9명에게 표창을 수여하였다.
그 이후 6년간의 공백을 깨고 2007년 5월 3일부터 특명 공개수배라는 프로그램으로 부활하여 방영된 바 있다.

## 출연자 뒷이야기
- "재연 연기자들 우리도 진짜 연기자"

## 방송사고
1998년에 대구광역시경 대구서부경찰서 심승남 뺑소니사건 전담반장이 기자와 이야기 하는 도중 갑자기 의자가 뒤로밀려 넘어지는 방송사고가 났다.

## 같이 보기
- 경찰청 사람들 (MBC 시사교양본부 제작)